# Virus delta
Il virus delta, o deltavirus (Hepatitis delta virus , sigla: HDV) è un genere di virus incertae sedis in grado di infettare gli umani, agente eziologico dell'epatite D.
L'HDV è un simil-viroide (o più precisamente un virusoide) con genoma a RNA monocatenario che codifica per un solo tipo di proteina, l'antigene delta: questo antigene presente nel sangue consente la diagnosi da infezione da virus delta.
HDAg è presente in due isoforme: HDAg-l e HDAg-s (rispettivamente long e short) che hanno delle specifiche funzioni; la prima impedisce la replicazione dell'RNA, ma favorisce l'incapsidamento del genoma con HBsAg, la seconda è necessaria alla replicazione dell'RNA.